# Godwin Attram
Godwin Attram, né le 7 août 1980 à Accra, est un footballeur international ghanéen. Il évolue au poste d'attaquant. Il a participé avec l'équipe du Ghana à la coupe d'Afrique des nations de football 2006.

## Carrière
- 1997-1998 : Great Olympics ( Ghana)
- 1998-1999 : PSV Eindhoven ( Pays-Bas)
- 1999-2001 : Silkeborg IF ( Danemark)
- 2001-2003 : Stade tunisien ( Tunisie)
- 2003-2007 : Al Shabab Riyad ( Arabie saoudite)
- 2007-2008 : Al Hazm Rass ( Arabie saoudite)
- 2008-2010 : Al Sha'ab Sharjah ( Émirats arabes unis)
- Depuis 2010  : Smouha Sporting Club ( Égypte)

## Palmarès
- Coupe du Danemark de football : 2001 avec le Silkeborg IF
- Coupe de Tunisie de football : 2003 avec le Stade tunisien
- Championnat d'Arabie saoudite de football : 2004 et 2006 avec le Al Shabab Riyad